# Full Moon Renaissance
 (octobre 2014).
Si vous disposez d'ouvrages ou d'articles de référence ou si vous connaissez des sites web de qualité traitant du thème abordé ici, merci de compléter l'article en donnant les références utiles à sa vérifiabilité et en les liant à la section « Notes et références ».
Série Hurlements
Hurlements 7
(1995)
Pour plus de détails, voir Fiche technique et Distribution.
Full Moon Renaissance (Howling: Reborn) est un film d'horreur américain réalisé par Joe Nimziki, sorti directement en vidéo en 2011.

## Synopsis
À la veille de l’obtention de son diplôme de fin d'études, le solitaire Will Kidman sort enfin avec la fille de ses rêves, Eliana Wynter. Mais il découvre au même moment un sombre secret en rapport avec son passé. En effet, Will appartient à un clan de lycanthropes et il est sur le point de se transformer en loup-garou. Une meute désire justement le tuer, lui et sa nouvelle petite amie...

## Fiche technique
- Titre original : Howling: Reborn
- Titre français : Full Moon Renaissance
- Réalisateur : Joe Nimziki
- Scénario : Joe Nimziki et James Robert Johnston, d'après le roman de Gary Brandner (en)
- Musique : Christopher Carmichael, Mark Anthony Yaeger
- Langue : anglais
- Genre : Horreur
- Société de production : Anchor Bay Entertainment
- Pays d'origine :  États-Unis,  Canada
- Durée : 92 minutes
- Sortie : 18 octobre 2011

## Distribution
- Landon Liboiron : Will Kidman
- Lindsey Shaw : Eliana Wynter
- Ivana Milicevic : Kathryn / Kay
- Jesse Rath : Sachin
- Niels Schneider : Roland
- Frank Schorpion : Jack Kidman
- Kristian Hodko : Tribe

## Autour du film
Le film fait partie de la saga Howling, connu en France sous le titre Hurlements. Il est le huitième film de la franchise, qui connut un long stand-by à la suite de l'accueil critique mitigé du précédent volet sortit en France sous le titre Nuits de pleine lune.